# Arisaema murrayi
Arisaema murrayi là một loài thực vật có hoa trong họ Ráy (Araceae). Loài này được (J.Graham) Hook. mô tả khoa học đầu tiên năm 1848.